# Präsidentschafts- und Parlamentswahl in Honduras 2017
Die Präsidentschafts- und Parlamentswahl in Honduras 2017 fand am 26. November statt. Nach mehreren sich immer wieder veränderten Zwischenresultaten und einem Ausfall der Auszählungs-EDV ist die Wahl stark umstritten. Mehrere Oppositionsparteien beantragten ab dem 8. Dezember 2017, das Ergebnis der Präsidentschaftswahl zu annullieren. Die honduranische Wahlkommission ordnete eine teilweise Neuauszählung der Stimmen an. Am 17. Dezember 2017 erklärte das Oberste Wahlgericht Amtsinhaber Juan Orlando Hernández zum Sieger der Präsidentenwahl.
Bei Protesten der Opposition gegen den amtierenden Präsidenten Juan Orlando Hernández und dessen Partido Nacional de Honduras (PNH) starben seit der Wahl mindestens 17 Menschen. Die Protestbewegung rief zu einem nationalen Generalstreik und dem Boykott von Hernández’ regulärer Amtseinführung am 27. Januar 2018 auf.

## Hintergrund
Die honduranische Verfassung verbietet ausdrücklich, dass ein Politiker zweimal das Präsidentenamt bekleidet. Lediglich eine von der Bevölkerung gewählte verfassunggebende Versammlung darf diesen Artikel ändern. Ein Verstoß dagegen wird als Landesverrat gewertet. Amtsinhaber Hernández mit seiner PNH trat dennoch wieder an. Der als ihnen ergeben geltende Oberste Gerichtshof des Landes erklärte das Verbot der Wiederwahl Anfang 2017 für „unanwendbar“. Das Wahlgericht (TSE) bestätigte diese Entscheidung.
Der linksgerichtete ehemalige Präsident Manuel Zelaya war 2009 unter dem Vorwurf aus dem Amt geputscht worden, er strebe die Wiederwahl an, die laut Verfassung verboten ist. Zelaya hatte ordnungsgemäß ein Referendum einberufen, in dem die Bevölkerung über die Zulassung einer neuerlichen Kandidatur abstimmen sollte. Zelayas Partei LIBRE ist in dem Parteienbündnis von Nasralla „Allianz gegen die Diktatur“ vertreten.
Einer der Oppositionskandidaten Salvador Nasralla, Kandidat der Oppositionellen Allianz kritisierte, dass sowohl die Organisation Amerikanischer Staaten (OAS) wie auch die EU Wahlbeobachter schickten. Damit würden diese die verfassungswidrige Kandidatur von Hernández legitimieren.
In Lateinamerika zählt Honduras zu den ärmsten Ländern und weist die weltweit die höchste Mordrate auf. Die Organisation Global Witness Watch stufte Honduras vor der Wahl als das gefährlichste Land für Aktivisten, die sich für Landrechte einsetzen, ein. 131 Aktivisten wurden in dem Zeitraum von 2010 bis zur Wahl 2017 ermordet. Auch Mitglieder der LGBT-Gemeinschaft und Journalisten würden andauernd angegriffen.

## Wahl
Bei den Präsidentschaftswahlen am 26. November 2017 waren rund sechs Millionen Personen wahlberechtigt. In der nationalen Volkszählung wurden 6.046.873 Honduraner erfasst, die an den Wahlen teilnehmen konnten. Rund 51.000 Personen mit Wohnsitz im Ausland, mehrheitlich in den USA, durften ebenfalls wählen. Neun Kandidaten bewarben sich um das höchste Amt des Staates. Unter den Präsidentschaftskandidaten war Juan Orlando Hernández (Nationalen Partei), der zur Wiederwahl antritt. Als chancenreichster Herausforderer galt der Sportreporter Salvador Nasralla (Allianz gegen die Diktatur), sowie der Kandidat der Liberalen Partei, Luis Zelaya. Im März 2017 erfüllten auch folgende weitere Kandidaten die notwendigen Anforderungen für eine Aufstellung zur Wahl: Eliseo Vallecillo (Partei Vamos), Lucas Evangelisto Aguilera Pineda (Christlich Demokratische Partei von Honduras), der ehemalige General Romeo Orlando Vásquez Velázquez (Patriotische Honduranische Allianz), Isaías Fonseca Aguilar (Bewegung Breite Front) und Marlene Elizabeth Alvarenga Castellanos für die (Antikorruptionspartei Pac).
Bei der Wahl wurden neben dem Präsidenten und 128 Kongressabgeordnete auch 20 Abgeordnete des Zentralamerikanischen Parlaments und 298 Bürgermeister, 198 Vizebürgermeister und 2.092 Gemeinde- und Stadträte gewählt.

### Wahlverlauf
Bei den ersten Hochrechnungen und kurz danach hatte zunächst der Oppositionskandidat Salvador Nasralla deutlich vorn gelegen – teilweise mit knapp fünf Prozentpunkten. Nach der Auszählung fast aller Stimmen führte dann Amtsinhaber Hernández knapp vor Nasralla.
Der Spiegel schrieb, die Entwicklung sei „zumindest bemerkenswert“. Zwischen Sonntagnacht, dem Tag der Wahl und Dienstag, dem 28. November 2017 veröffentlichte die Wahlbehörde keine einzige Hochrechnung. Am Dienstag war der Vorsprung Salvador Nasrallas plötzlich auf wenige Prozentpunkte geschrumpft. Einen Tag später, am 29. November 2017 fiel angeblich das Computersystem der Wahlbehörde aus. Am nächsten Morgen lag Hernández plötzlich deutlich vorn. Bis zum 26. Dezember hatte die Wahlkommission von Honduras Zeit, ein offizielles Wahlergebnis zu verkünden.
Eine Untersuchung des britischen Magazins Economist legt nahe, dass es bei der Auszählung tatsächlich zu Unregelmäßigkeiten und Betrug gekommen sein könnte. Die Journalisten werteten mithilfe von Bevölkerungsstatistiken die veröffentlichten Ergebnisse aus. In denselben Wahlkreisen wurde erst Nasralla, später aber Hernández als Sieger ausgewiesen. Die Wahrscheinlichkeit einer solchen Verschiebung aufgrund mathematischer und logischer Gründe (Algebra) ohne eine Manipulation liegt dem „Economist“ zufolge „nahe bei null“.
Am 8. November 2017 beantragten Salvador Nasralla (Allianz gegen die Diktatur) und die Liberale Partei des Kandidaten Luis Zelaya, die Wahl zu annullieren.

### Verkündung des Wahlergebnisses
Am 17. Dezember erklärte das Oberste Wahlgericht, Hernández habe 42,95 % erhalten und sein Herausforderer Nasralla 41,24 %. Damit erklärte das Gericht Hernández zum Wahlsieger. Der Vorsitzende des Wahlgerichts, David Matamoros, sagte bei der Verkündung, die Präsidentschaftswahl sei so „transparent“ abgelaufen wie noch nie in Honduras.
Die Opposition erkannte das Ergebnis nicht an und warf der Regierung offen Wahlbetrug vor. Die Organisation Amerikanischer Staaten forderte Stunden nach der Verkündung der Wahlergebnisse Neuwahlen. Die Beobachtungsmission der OAS hätte der Wahl einen Mangel an Integrität attestiert, sie sei „von sehr niedriger technischer Qualität“ und mit Irregularitäten gespickt gewesen.

## Proteste
Nasralla und der ehemalige Präsident Manuel Zelaya riefen die Anhänger der Opposition auf, friedlich „gegen den Betrug“ auf die Straße zu gehen. Proteste im ganzen Land folgten, die teilweise in Gewalt umschlugen. Auch nutzten Plünderer und Gewalttäter die Situation und mischten sich unter die Oppositionsanhänger. Der frühere Zentralbankchef Hugo Noé Pino betonte, es gelte zu verhindern, dass die Nationalpartei des von Hernández, mit Hilfe eines von der Wahlbehörde unterstützten Betrugs letztlich eine Diktatur in Honduras errichte. Ein 19-Jähriger wurde bei den Protesten erschossen. Insgesamt starben mindestens 17 Menschen.
Die Proteste hielten auch im Januar 2018 an. Die Protestbewegung rief zu einem nationalen Generalstreik und dem Boykott von Hernández’s regulärer Amtseinführung am 27. Januar 2018 auf.
Die Regierung rief den Notstand für das ganze Land aus und verhängte eine Ausgangssperre für die kommenden Nächte zwischen 18 Uhr abends und 6 Uhr morgens.

## Internationale Reaktionen
Präsident Hernández hatte sich im Wahlkampf als Garant der Stabilität dargestellt. Zwei Tage nach der Präsidentschafts- und Parlamentswahl hatte die US-Regierung von Präsident Trump dem amtierenden Machthaber ihre Unterstützung signalisiert. Die USA unterstützen die Regierung mit Hilfszahlung; Voraussetzung war eine positive Bewertung der Situation in dem Land. Laut den USA sei die Menschenrechtslage in Honduras zufriedenstellend und der Kampf gegen Korruption werde effizient geführt. Laut New York Times verstand Hernández diese Bewertung der USA als Signal, seine Macht in Honduras allen Widerständen zum Trotz zu erhalten.
Die Wahlbeobachter der Organisation Amerikanischer Staaten sagten, die Wahl sei von Unregelmäßigkeiten bestimmt gewesen, ein klarer Gewinner sei unmöglich festzustellen. Sie forderten Neuwahlen.